# Pol-Mot

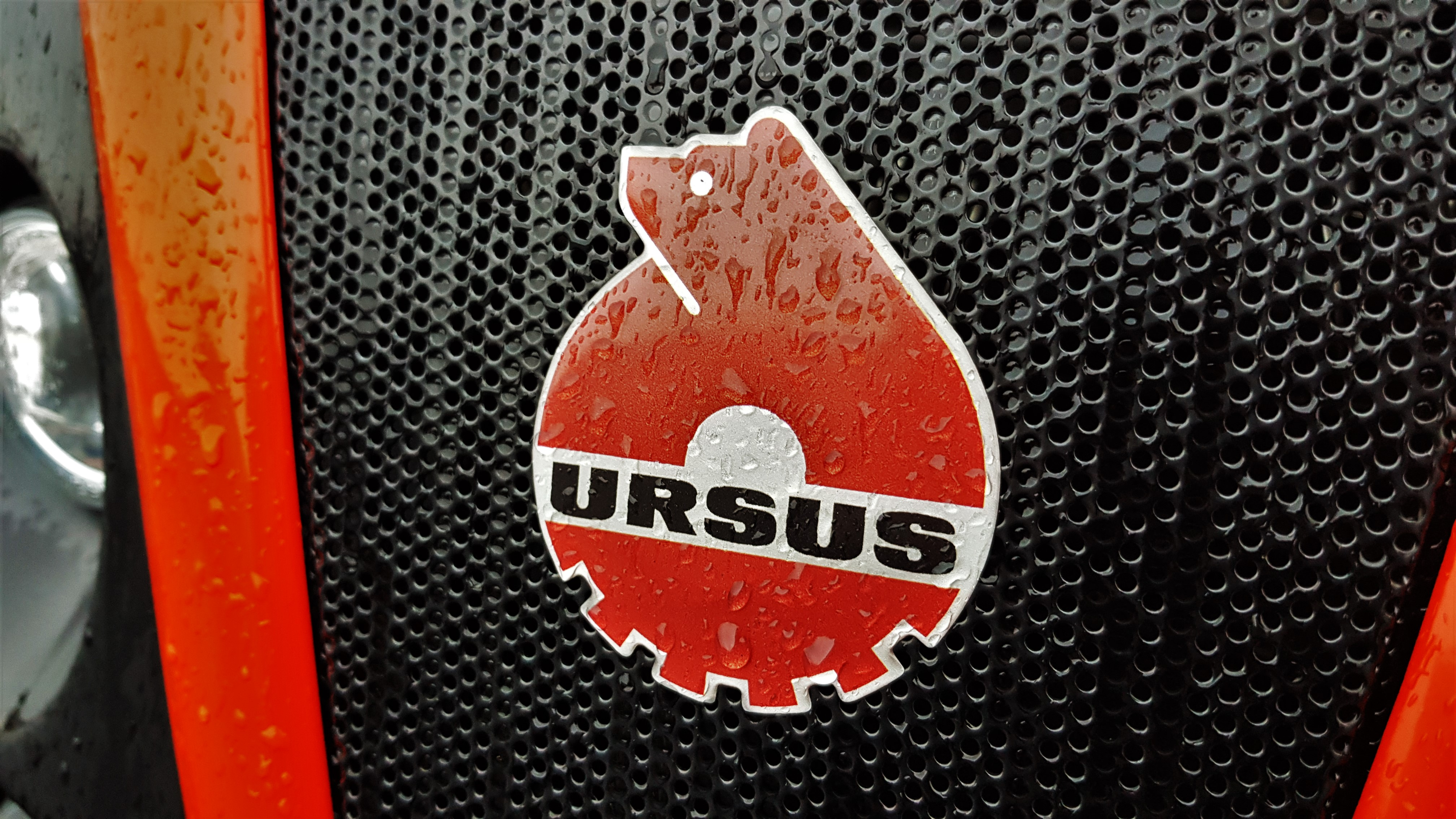
Ursus-Emblem auf dem Kühlergrill eines von Pol-Mot hergestellten Traktors

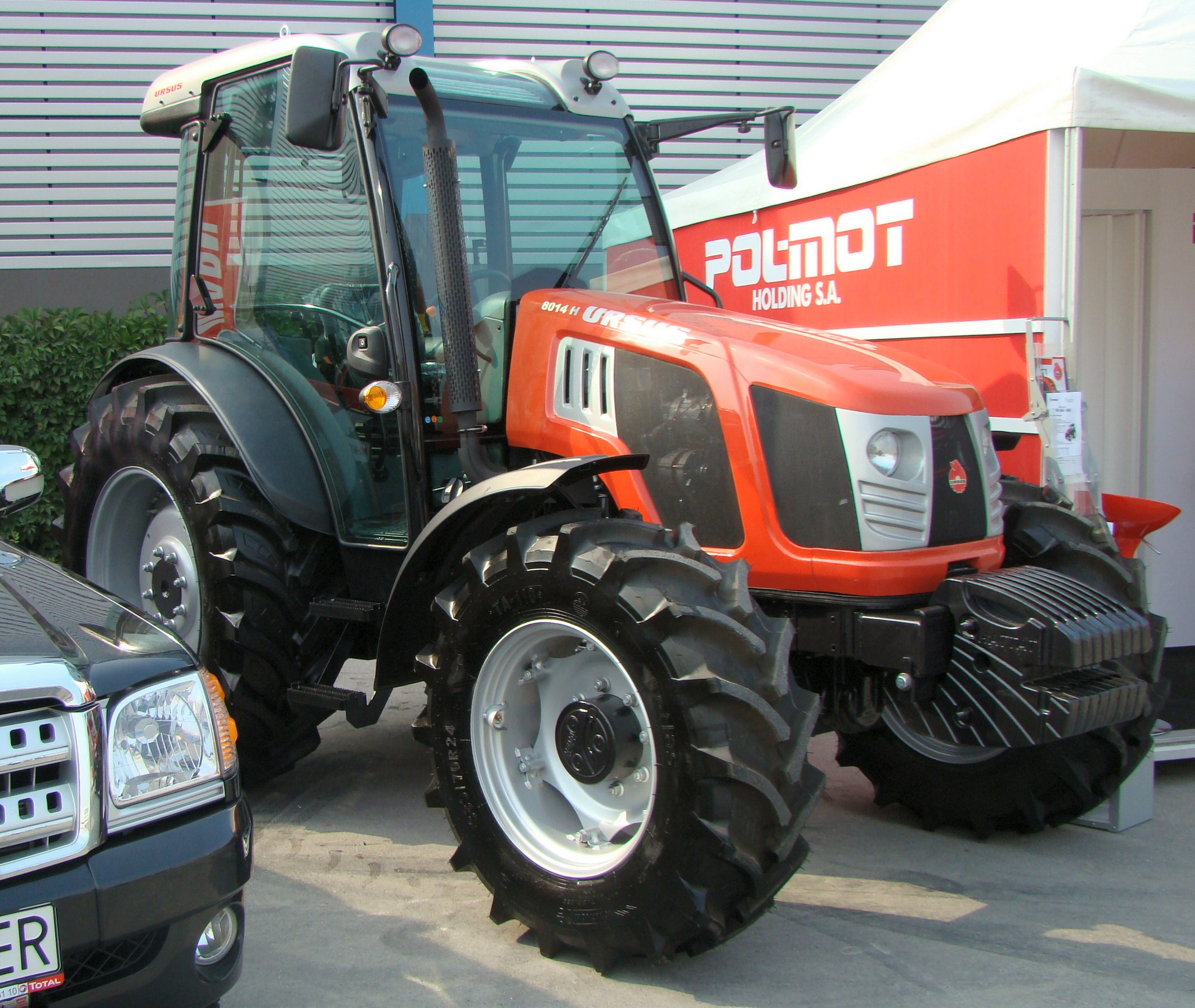
Ein als Ursus hergestellter Traktor von Pol-Mot (Modell Ursus 8014H)

Pol-Mot ist ein polnischer Industriekonzern mit Sitz in Warschau und Anteilen an zahlreichen Unternehmen im Nutzfahrzeugbau, dem Speditionswesen, dem Hotelgewerbe, der Erzeugung von erneuerbaren Energien und der Bauwirtschaft.

## Geschichte
1968 wurde Pol-Mot als staatliches Außenhandelsunternehmen gegründet und exportierte in der Volksrepublik Polen hergestellte Fahrzeuge ins Ausland, so etwa den in Ägypten, Belgien und Finnland erfolgreich verkauften PKW Polonez des polnischen Automobilherstellers FSO. Nach dem Systemwechsel in Polen 1989 wurde Pol-Mot zwischen 1990 und 1996 vollständig privatisiert und in eine Aktiengesellschaft umgewandelt. Noch 2021 gehörten dem Industriekonzern ganze 18 Tochtergesellschaften. 2022 meldete Pol-Mot Insolvenz an. 

### Ursus
1997 kaufte Pol-Mot den ursprünglich 1946 in Dobre Miasto gegründeten Nutzfahrzeughersteller Agromet-Warfama auf und brachte ihn 2007 unter dem Namen Pol-Mot Warfama an die Warschauer Wertpapierbörse. 2011 übernahm Pol-Mot schließlich mehr als 45 Prozent der Anteile am bereits 1893 in Warschau gegründeten Nutzfahrzeughersteller Ursus, der zuvor 2006 insolvent gegangen war und mehrere Eigentümerwechsel hinter sich hatte.
Nach einer Zusammenlegung der Betriebsstätten nach Lublin wurden alle von Pol-Mot gebauten Traktoren, Landmaschinen, Linienbusse und weitere Produkte nur noch unter dem Markennamen Ursus vertrieben. Die Montage fand auf dem Werksgelände des Nutzfahrzeugherstellers FSC statt. Der Vertrieb erfolgte weltweit, mit Schwerpunkten auf Europa und Afrika. 2020 übernahm der niederländische Landmaschinenanbieter Trioliet einen Teil des von Pol-Mot in Opalenica betriebenen Werksgeländes, in dem zuvor bereits Bauteile für Trioliet produziert wurden.